# 国家级贫困县
新时期国家扶贫开发工作重点县，2001年以前称国家级贫困县，是中华人民共和国部分实施经济扶持的县级行政区特定称谓。其资格需经过国务院扶贫开发领导小组办公室认定，审批工作在1986年、1994年、2001年和2012年共进行过4次。
重点县共有592个，加上集中连片特困县，全国共有贫困县832个。2020年11月23日，中华人民共和国所有的國家級貧困縣全部脫離貧困，國家級貧困縣扶助制度正式取消。除了国家级贫困县，还有省级贫困县和插花贫困地区，也就是由各省认定、未被纳入国家扶贫规划的相對困難地區。

## 划定标准及数量
国家级贫困县的划定标准以当地人年均纯收入作为依据。2012年中國扶贫开发领导小组办公室公布的标准，人均年收入少於2300元人民币的属國家級貧困縣，少数民族地区与革命老区则相应的降低标准。国家级贫困县主要集中在中西部地区，且多集中于革命老区、少数民族地区以及边疆地区（通常合称为“老少边穷”地区）。标准随着时间的推移而有所更改，部分县也随之退出国家扶持范围。民族自治地方有着不同的评定标准，称其为民族自治地方国家扶贫工作重点县。2012年3月国务院发布2012年版《中国农村扶贫开发概要》，民族自治区贫困县共有341个。
1986年首次确定贫困县时，认定了331个；到1994年第一次调整时，数量增加到592个。2001年第二次调整后，贫困县改称国家扶贫开发工作重点县，并将东部的全部33个重点县指标调到中西部，但重点县总数量不变，依然为592个。2011年第三次调整，变动了其中38个重点县的选取，总数仍维持592个。同时，将地理位置相连、气候环境相似、致贫因素相似的680个县确定为集中连片特困县（也称国家片区贫困县），其中有440个县同时也在592个贫困县中，除去重叠部分，全国共有贫困县832个。此后不再变动。
依照2006年的标准，592个国家级贫困县分布于全中国21个省级行政区内，其中以云南省为最，其后为陕西省、贵州省、甘肃省等。341个民族自治区贫困县分布于全中国17个省级行政区内，以西藏自治区为最，其次为云南省和贵州省。
2011年的最终调整后，832个贫困县（含592个全国重点县和14个连片特困地区的680个县）分布在22个省。其中：云南省88个、西藏自治区74个、四川省66个、贵州省66个、甘肃省58个、陕西省56个、河北省45个、青海省42个、湖南省40个、河南省38个、山西省36个、广西壮族自治区33个、新疆维吾尔自治区32个、内蒙古自治区31个、湖北省28个、江西省24个、黑龙江省20个、安徽省20个、重庆市14个、吉林省8个、宁夏回族自治区8个、海南省5个。2015年时，大约每三个县中有一个是贫困县。
北京市、天津市、上海市、辽宁省、山东省、广东省、福建省、江苏省、浙江省这9个省（直轄市）没有贫困县，但不意味着没有贫困人口。

## 扶持政策
国家级贫困县在各级地方政府中会得到重视，优先发展产业化建设。享受中央财政扶贫资金，同时中央亦会通过多种方式进行扶贫。如较为发达的东部地区对口支援西部地区，称为“东西扶贫协作”；开展劳动力转移培训，称为“雨露计划”。一些大型企业、学校和公益组织也会相应地对贫困县优先进行各种扶持，称为“社会扶贫”。与此同时，国家级贫困县还与许多发展中国家政府进行国际交流，互相借鉴脱贫致富的经验。在贫困地区的学生也会受到国家的优惠政策，以鼓励知识脱贫。
2019年10月联合国粮食及农业组织駐華代表馬文森受訪表示中國脫貧計畫取得了載入史冊的巨大成就，尤其“四个全面”战略布局實行以來的精準脫貧政策成為開發中國家值得仿效的創新，底層脫貧難是世界發展中國家難以跨越的障礙，也是聯合國可持续发展目标計畫的首要目標，馬文森介紹了聯合國正搭建溝通學習平台讓世界更多國家分享中國發展的經驗。

### 已宣布脱贫的国家级贫困县列表
2017年2月26日，江西省井冈山市在全国率先脱贫摘帽；同年3月27日，河南省兰考县成为第二个脱贫的重点县。加上2017年11月1日宣布的26个县，全年共28个县摘帽。
2018年8月17日又宣布40个县脱贫摘帽，到年底，根据国务院扶贫办官网发布的数据，全年共有125个县脱贫。
到2019年9月底，832个贫困县中已脱贫摘帽436个。
截至2020年5月17日，中国还剩下52个贫困县、2707个贫困村(原有12.8万个贫困村)和551万贫困人口没有脱贫。
截至2020年11月23日，22个省份的国家级贫困县全部脫貧。
2020年12月29日，中共中央农村工作会议决定，对摆脱贫困的县，从脱贫之日起设立五年过渡期。
| 省份(数量)           | 所属地市               | 国家级贫困县 粗体为集中连片特殊困难地区范围内的国家扶贫开发工作重点县 |
| -------------------- | ---------------------- | --- |
| 河北省(45)           | 石家庄市               | 行唐县、灵寿县、赞皇县、平山县 |
| 河北省(45)           | 秦皇岛市               | 青龙满族自治县 |
| 河北省(45)           | 邯郸市                 | 大名县、魏县 |
| 河北省(45)           | 邢台市                 | 临城县、巨鹿县、新河县、广宗县、平乡县、威县 |
| 河北省(45)           | 保定市                 | 涞水县、阜平县、唐县、涞源县、望都县、易县、曲阳县、顺平县 |
| 河北省(45)           | 张家口市               | 宣化区（原：宣化县）、张北县、康保县、沽源县、尚义县、蔚县、阳原县、怀安县、万全区（原：万全县）、赤城县、崇礼区（原：崇礼县）、（涿鹿县赵家蓬区）                                           |
| 河北省(45)           | 承德市                 | 承德县、平泉市（原：平泉县）、隆化县、丰宁满族自治县、围场满族蒙古族自治县、滦平县 |
| 河北省(45)           | 沧州市                 | 海兴县、盐山县、南皮县 |
| 河北省(45)           | 衡水市                 | 武邑县、武强县、饶阳县、阜城县 |
| 山西省(36)           | 太原市                 | 娄烦县 |
| 山西省(36)           | 大同市                 | 阳高县、天镇县、广灵县、灵丘县、浑源县、云州区（原：大同县） |
| 山西省(36)           | 朔州市                 | 右玉县 |
| 山西省(36)           | 长治市                 | 平顺县、壶关县、武乡县 |
| 山西省(36)           | 忻州市                 | 五台县、繁峙县、静乐县、神池县、五寨县、岢岚县、代县、宁武县、河曲县、保德县、偏关县 |
| 山西省(36)           | 吕梁市                 | 兴县、临县、石楼县、岚县、方山县、中阳县 |
| 山西省(36)           | 晋中市                 | 左权县、和顺县 |
| 山西省(36)           | 临汾市                 | 吉县、大宁县、隰县、永和县、汾西县 |
| 山西省(36)           | 运城市                 | 平陆县 |
| 内蒙古自治区(31)     | 呼和浩特市             | 武川县 |
| 内蒙古自治区(31)     | 赤峰市                 | 阿鲁科尔沁旗、巴林左旗、巴林右旗、林西县、翁牛特旗、喀喇沁旗、宁城县、敖汉旗 |
| 内蒙古自治区(31)     | 呼伦贝尔市             | 莫力达瓦达斡尔族自治旗、鄂伦春自治旗 |
| 内蒙古自治区(31)     | 兴安盟                 | 阿尔山市、突泉县、科尔沁右翼前旗、科尔沁右翼中旗、扎赉特旗 |
| 内蒙古自治区(31)     | 通辽市                 | 科尔沁左翼中旗、科尔沁左翼后旗、库伦旗、奈曼旗 |
| 内蒙古自治区(31)     | 锡林郭勒盟             | 苏尼特右旗、太仆寺旗、正镶白旗 |
| 内蒙古自治区(31)     | 乌兰察布市             | 化德县、商都县、兴和县、卓资县、察哈尔右翼前旗、察哈尔右翼中旗、察哈尔右翼后旗、四子王旗 |
| 吉林省(8)            | 白山市                 | 靖宇县 |
| 吉林省(8)            | 白城市                 | 镇赉县、通榆县、大安市 |
| 吉林省(8)            | 延边朝鲜族自治州       | 龙井市、和龙市、汪清县、安图县 |
| 黑龙江省(20)         | 齐齐哈尔市             | 龙江县、泰来县、甘南县、拜泉县、林甸县、富裕县、克东县、延寿县 |
| 黑龙江省(20)         | 佳木斯市               | 桦南县、桦川县、汤原县、抚远市、同江市 |
| 黑龙江省(20)         | 鹤岗市                 | 绥滨县 |
| 黑龙江省(20)         | 双鸭山市               | 饶河县 |
| 黑龙江省(20)         | 绥化市                 | 明水县、青冈县、望奎县、兰西县、海伦市 |
| 安徽省(20)           | 安庆市                 | 潜山市（原：潜山县）、太湖县、宿松县、望江县、岳西县 |
| 安徽省(20)           | 阜阳市                 | 临泉县、阜南县、颍上县、颍东区 |
| 安徽省(20)           | 宿州市                 | 砀山县、萧县、灵璧县、泗县 |
| 安徽省(20)           | 六安市                 | 寿县、霍邱县、金寨县、裕安区、舒城县 |
| 安徽省(20)           | 亳州市                 | 利辛县 |
| 安徽省(20)           | 池州市                 | 石台县 |
| 江西省(24)           | 萍乡市                 | 莲花县 |
| 江西省(24)           | 九江市                 | 修水县 |
| 江西省(24)           | 赣州市                 | 赣县区（原：赣县）、上犹县、安远县、宁都县、于都县、兴国县、会昌县、寻乌县、石城县、瑞金市、南康区（原：南康市）                                                                             |
| 江西省(24)           | 吉安市                 | 遂川县、万安县、永新县、井冈山市、吉安县 |
| 江西省(24)           | 抚州市                 | 乐安县、广昌县 |
| 江西省(24)           | 上饶市                 | 上饶县、横峰县、余干县、鄱阳县 |
| 河南省(38)           | 开封市                 | 兰考县 |
| 河南省(38)           | 洛阳市                 | 嵩县、汝阳县、洛宁县、栾川县、宜阳县 |
| 河南省(38)           | 平顶山市               | 鲁山县 |
| 河南省(38)           | 安阳市                 | 滑县 |
| 河南省(38)           | 新乡市                 | 封丘县 |
| 河南省(38)           | 濮阳市                 | 范县、台前县 |
| 河南省(38)           | 三门峡市               | 卢氏县 |
| 河南省(38)           | 南阳市                 | 南召县、淅川县、内乡县、镇平县、社旗县、桐柏县 |
| 河南省(38)           | 商丘市                 | 民权县、宁陵县、柘城县、睢县、虞城县 |
| 河南省(38)           | 信阳市                 | 光山县、新县、固始县、淮滨县、商城县、潢川县 |
| 河南省(38)           | 周口市                 | 商水县、沈丘县、淮阳县、郸城县、太康县 |
| 河南省(38)           | 驻马店市               | 新蔡县、上蔡县、平舆县、确山县 |
| 湖北省(28)           | 黄石市                 | 阳新县 |
| 湖北省(28)           | 十堰市                 | 郧阳区（原：郧县）、郧西县、竹山县、竹溪县、房县、丹江口市 |
| 湖北省(28)           | 宜昌市                 | 秭归县、长阳土家族自治县、五峰土家族自治县 |
| 湖北省(28)           | 襄樊市                 | 保康县 |
| 湖北省(28)           | 孝感市                 | 孝昌县、大悟县 |
| 湖北省(28)           | 黄冈市                 | 团风县、红安县、罗田县、英山县、蕲春县、麻城市 |
| 湖北省(28)           | 恩施土家族苗族自治州   | 恩施市、利川市、建始县、巴东县、宣恩县、咸丰县、来凤县、鹤峰县 |
| 湖北省(28)           | 神农架林区             | 神农架林区 |
| 湖南省(40)           | 株洲市                 | 茶陵县、炎陵县 |
| 湖南省(40)           | 邵阳市                 | 新邵县、邵阳县、隆回县、洞口县、绥宁县、新宁县、城步苗族自治县、武冈市 |
| 湖南省(40)           | 岳阳市                 | 平江县 |
| 湖南省(40)           | 常德市                 | 石门县 |
| 湖南省(40)           | 张家界市               | 慈利县、桑植县 |
| 湖南省(40)           | 益阳市                 | 安化县 |
| 湖南省(40)           | 郴州市                 | 宜章县、汝城县、桂东县、安仁县 |
| 湖南省(40)           | 永州市                 | 新田县、江华瑶族自治县 |
| 湖南省(40)           | 怀化市                 | 中方县、沅陵县、辰溪县、溆浦县、会同县、麻阳苗族自治县、新晃侗族自治县、芷江侗族自治县、靖州苗族侗族自治县、通道侗族自治县                                                                   |
| 湖南省(40)           | 娄底市                 | 新化县、涟源市 |
| 湖南省(40)           | 湘西土家族苗族自治州   | 泸溪县、凤凰县、保靖县、古丈县、永顺县、龙山县、花垣县 |
| 广西壮族自治区(25)   | 南宁市                 | 隆安县、马山县、上林县 |
| 广西壮族自治区(25)   | 柳州市                 | 融安县 |
| 广西壮族自治区(25)   | 桂林市                 | 龙胜各族自治县、资源县 |
| 广西壮族自治区(25)   | 百色市                 | 田阳县、德保县、靖西市、凌云县、田林县、西林县、田东县 |
| 广西壮族自治区(25)   | 贺州市                 | 昭平县、富川瑶族自治县 |
| 广西壮族自治区(25)   | 河池市                 | 凤山县、东兰县、环江毛南族自治县、巴马瑶族自治县、 |
| 广西壮族自治区(25)   | 来宾市                 | 忻城县、金秀瑶族自治县 |
| 广西壮族自治区(25)   | 崇左市                 | 宁明县、龙州县、大新县、天等县 |
| 海南省(5)            |                        | 五指山市、临高县、白沙黎族自治县、保亭黎族苗族自治县、琼中黎族苗族自治县 |
| 重庆市(14)           |                        | 万州区、黔江区、城口县、丰都县、武隆区（原：武隆县）、开州区（原：开县）、云阳县、奉节县、巫山县、巫溪县、石柱土家族自治县、秀山土家族苗族自治县、酉阳土家族苗族自治县、彭水苗族土家族自治县 |
| 四川省(88)           | 泸州市                 | 叙永县、古蔺县 |
| 四川省(88)           | 绵阳市                 | 北川羌族自治县、平武县 |
| 四川省(88)           | 广元市                 | 昭化区（原：元坝区）、朝天区、旺苍县、青川县、剑阁县、苍溪县 |
| 四川省(88)           | 乐山市                 | 沐川县、马边彝族自治县 |
| 四川省(88)           | 南充市                 | 仪陇县、嘉陵区、南部县、阆中市 |
| 四川省(88)           | 宜宾市                 | 屏山县 |
| 四川省(88)           | 广安市                 | 广安区 |
| 四川省(88)           | 达州市                 | 宣汉县、万源市 |
| 四川省(88)           | 巴中市                 | 巴州区、通江县、南江县、平昌县 |
| 四川省(88)           | 阿坝藏族羌族自治州     | 汶川县、理县、茂县、松潘县、九寨沟县、金川县、小金县、黑水县、马尔康县、壤塘县、阿坝县、若尔盖县、红原县                                                                                     |
| 四川省(88)           | 甘孜藏族自治州         | 康定县、泸定县、丹巴县、九龙县、雅江县、道孚县、炉霍县、甘孜县、新龙县、德格县、白玉县、石渠县、色达县、理塘县、巴塘县、乡城县、稻城县、得荣县                                               |
| 四川省(88)           | 凉山彝族自治州         | 木里藏族自治县、盐源县、甘洛县、雷波县、普格县、布拖县、美姑县、金阳县、昭觉县、喜德县、越西县                                                                                               |
| 贵州省(66)           | 遵义市                 | 桐梓县、习水县、赤水市、湄潭、凤冈县、道真仡佬族苗族自治县、正安县、务川仡佬族苗族自治县县                                                                                                   |
| 贵州省(66)           | 六盘水市               | 六枝特区、水城县、盘县 |
| 贵州省(66)           | 安顺市                 | 西秀区、平坝县、普定县、镇宁布依族苗族自治县、关岭布依族苗族自治县、紫云苗族布依族自治县 |
| 贵州省(66)           | 毕节地区               | 毕节市、大方县、黔西县、织金县、、赫章县、纳雍县、威宁彝族回族苗族自治县 |
| 贵州省(66)           | 铜仁市（原：铜仁地区） | 碧江区（原：铜仁市）、江口县、玉屏侗族自治县、石阡县、思南县、印江土家族苗族自治县、德江县、松桃苗族自治县、万山区（原：万山特区）、沿河土家族自治县                                         |
| 贵州省(66)           | 黔西南布依族苗族自治州 | 兴仁市、普安县、贞丰县、册亨县、安龙县、望谟县、晴隆县 |
| 贵州省(66)           | 黔东南苗族侗族自治州   | 黄平县、施秉县、三穗县、镇远县、岑巩县、天柱县、锦屏县、剑河县、台江县、黎平县、雷山县、麻江县、丹寨县、榕江县、从江县                                                                       |
| 贵州省(66)           | 黔南布依族苗族自治州   | 荔波县、贵定县、独山县、平塘县、罗甸县、长顺县、龙里县、惠水县、三都水族自治县、瓮安县 |
| 云南省(88)           | 昆明市                 | 东川区、禄劝彝族苗族自治县、寻甸回族彝族自治县 |
| 云南省(88)           | 曲靖市                 | 宣威市、富源县、师宗县、罗平县、会泽县 |
| 云南省(88)           | 保山市                 | 隆阳区、施甸县、龙陵县、昌宁县 |
| 云南省(88)           | 昭通市                 | 昭阳区、鲁甸县、巧家县、盐津县、大关县、永善县、绥江县、彝良县、威信县、镇雄县 |
| 云南省(88)           | 临沧市                 | 临翔区、凤庆县、云县、永德县、镇康县、双江拉祜族佤族布朗族傣族自治县、耿马傣族佤族自治县、沧源佤族自治县                                                                                     |
| 云南省(88)           | 丽江市                 | 玉龙纳西族自治县、永胜县、 宁蒗彝族自治县 |
| 云南省(88)           | 普洱市                 | 宁洱哈尼族彝族自治县、墨江哈尼族自治县、景东彝族自治县、景谷傣族彝族自治县、镇沅彝族哈尼族拉祜族自治县、江城哈尼族彝族自治县、孟连傣族拉祜族佤族自治县、西盟佤族自治县、澜沧拉祜族自治县     |
| 云南省(88)           | 文山壮族苗族自治州     | 砚山县、西畴县、麻栗坡县、马关县、丘北县、富宁县、文山市、广南县 |
| 云南省(88)           | 红河哈尼族彝族自治州   | 泸西县、石屏县、元阳县、红河县、金平苗族瑶族傣族自治县、绿春县、屏边苗族自治县 |
| 云南省(88)           | 西双版纳傣族自治州     | 勐海县、勐腊县 |
| 云南省(88)           | 楚雄彝族自治州         | 武定县、双柏县、牟定县、南华县、姚安县、大姚县、永仁县 |
| 云南省(88)           | 大理白族自治州         | 漾濞彝族自治县、祥云县、宾川县、弥渡县、南涧彝族自治县、巍山彝族回族自治县、永平县、云龙县、洱源县、剑川县、鹤庆县                                                                           |
| 云南省(88)           | 德宏傣族景颇族自治州   | 芒市（原：潞西市）、梁河县、盈江县、陇川县 |
| 云南省(88)           | 怒江傈僳族自治州       | 贡山独龙族怒族自治县、、泸水市、福贡县、兰坪白族普米族自治县 |
| 云南省(88)           | 迪庆藏族自治州         | 香格里拉县、德钦县、维西傈僳族自治县 |
| 西藏自治区(74)       | 拉萨市                 | 城关区、林周县、当雄县、尼木县、曲水县、堆龙德庆区、达孜区（原：达孜县）、墨竹工卡县 |
| 西藏自治区(74)       | 昌都市                 | 卡若区（原：昌都县）、江达县、贡觉县、类乌齐县、丁青县、察雅县、八宿县、左贡县、芒康县、洛隆县、边坝县                                                                                       |
| 西藏自治区(74)       | 山南市                 | 乃东区、扎囊县、贡嘎县、桑日县、琼结县、曲松县、措美县、洛扎县、加查县、隆子县、错那县、浪卡子县                                                                                             |
| 西藏自治区(74)       | 日喀则市               | 桑珠孜区（原：日喀则市）、南木林县、江孜县、定日县、萨迦县、拉孜县、昂仁县、谢通门县、白朗县、仁布县、康马县、定结县、仲巴县、亚东县、吉隆县、聂拉木县、萨嘎县、岗巴县                       |
| 西藏自治区(74)       | 那曲市                 | 色尼区（原：那曲县）、嘉黎县、比如县、聂荣县、安多县、申扎县、索县、班戈县、巴青县、尼玛县、双湖县（原：双湖办事处）                                                                         |
| 西藏自治区(74)       | 阿里地区               | 普兰县、札达县、噶尔县、日土县、革吉县、改则县、措勤县 |
| 西藏自治区(74)       | 林芝市                 | 巴宜区（原：林芝县）、工布江达县、米林县、墨脱县、波密县、察隅县、朗县 |
| 陕西省(56)           | 西安市                 | 周至县 |
| 陕西省(56)           | 铜川市                 | 印台区、耀州区、宜君县 |
| 陕西省(56)           | 宝鸡市                 | 扶风县、陇县、千阳县、麟游县、太白县 |
| 陕西省(56)           | 咸阳市                 | 永寿县、长武县、淳化县、旬邑县 |
| 陕西省(56)           | 渭南市                 | 合阳县、澄城县、蒲城县、白水县、富平县 |
| 陕西省(56)           | 延安市                 | 延长县、延川县、宜川县 |
| 陕西省(56)           | 汉中市                 | 南郑县、城固县、洋县、西乡县、勉县、宁强县、略阳县、镇巴县、留坝县、佛坪县 |
| 陕西省(56)           | 榆林市                 | 横山区、绥德县、米脂县、佳县、吴堡县、清涧县、子洲县、定边县 |
| 陕西省(56)           | 安康市                 | 汉滨区、汉阴县、石泉县、宁陕县、紫阳县、岚皋县、平利县、镇坪县、旬阳县、白河县 |
| 陕西省(56)           | 商洛市                 | 商州区、洛南县、丹凤县、商南县、山阳县、镇安县、柞水县 |
| 甘肃省(58)           | 兰州市                 | 永登县、皋兰县、榆中县 |
| 甘肃省(58)           | 白银市                 | 靖远县、会宁县、景泰县 |
| 甘肃省(58)           | 天水市                 | 清水县、秦安县、甘谷县、武山县、张家川回族自治县、麦积区 |
| 甘肃省(58)           | 武威市                 | 古浪县、天祝藏族自治县 |
| 甘肃省(58)           | 平凉市                 | 崆峒区、泾川县、灵台县、庄浪县、静宁县 |
| 甘肃省(58)           | 庆阳市                 | 庆城县、环县、华池县、合水县、正宁县、宁县、镇原县 |
| 甘肃省(58)           | 定西市                 | 安定区、陇西县、渭源县、临洮县、漳县、通渭县、岷县 |
| 甘肃省(58)           | 临夏回族自治州         | 临夏市、康乐县、永靖县、广河县、和政县、积石山自治县、临夏县、东乡族自治县 |
| 甘肃省(58)           | 陇南市                 | 武都区、成县、文县、康县、徽县、两当县、宕昌县、礼县、西和县 |
| 甘肃省(58)           | 甘南藏族自治州         | 合作市、临潭县、卓尼县、舟曲县、迭部县、玛曲县、碌曲县、夏河县 |
| 青海省(42)           | 西宁市                 | 湟中县、湟源县、大通回族土族自治县 |
| 青海省(42)           | 海东市（原：海东地区） | 民和回族土族自治县、乐都区（原：乐都县）、互助土族自治县、化隆回族自治县、循化撒拉族自治县、平安区                                                                                           |
| 青海省(42)           | 海北藏族自治州         | 门源回族自治县、祁连县、海晏县、刚察县 |
| 青海省(42)           | 黄南藏族自治州         | 同仁县、尖扎县、泽库县、河南蒙古族自治县 |
| 青海省(42)           | 海南藏族自治州         | 共和县、同德县、贵德县、兴海县、贵南县 |
| 青海省(42)           | 果洛藏族自治州         | 玛沁县、班玛县、甘德县、达日县、久治县、玛多县 |
| 青海省(42)           | 玉树藏族自治州         | 玉树市（原：玉树县）、杂多县、称多县、治多县、囊谦县、曲麻莱县 |
| 青海省(42)           | 海西蒙古族藏族自治州   | 格尔木市、德令哈市、乌兰县、都兰县、天峻县、冷湖行委、大柴旦行委、茫崖行委 |
| 宁夏回族自治区(7)    | 吴忠市                 | 同心县、盐池县 |
| 宁夏回族自治区(7)    | 固原市                 | 原州区、隆德县、泾源县、彭阳县、西吉縣 |
| 宁夏回族自治区(7)    | 中卫市                 | 海原县 |
| 新疆维吾尔自治区(32) | 克孜勒苏柯尔克孜自治州 | 阿图什市、阿合奇县、乌恰县、阿克陶县 |
| 新疆维吾尔自治区(32) | 喀什地区               | 喀什市、疏附县、疏勒县、泽普县、麦盖提县、巴楚县、岳普湖县、塔什库尔干塔吉克自治县、英吉沙县、莎车县、叶城县、伽师县                                                                         |
| 新疆维吾尔自治区(32) | 和田地区               | 和田市、和田县、民丰县、墨玉县、皮山县、洛浦县、策勒县、于田县 |
| 新疆维吾尔自治区(32) | 哈密地区               | 巴里坤哈萨克自治县 |
| 新疆维吾尔自治区(32) | 阿克苏地区             | 乌什县、柯坪县 |
| 新疆维吾尔自治区(32) | 伊犁哈萨克自治州       | 察布查尔锡伯自治县、尼勒克县 |
| 新疆维吾尔自治区(32) | 塔城地区               | 托里县 |
| 新疆维吾尔自治区(32) | 阿勒泰地区             | 青河县、吉木乃县 |

## 争议
由于贫困县可以获得国家财政和政策的较大倾斜，部分入围贫困县的地方并非真正贫困，2011年，根據新华网刊登消息，当年公布的全国百强县名单中有17个属于国家级贫困县，许多地方滥用补贴并为跻身“贫困县”而篡改数据。
2021年4月24日，《央視新聞》報導曾經是國家級貧困縣的陝西省洛南縣，雖然在2020年2月宣布脱貧，卻沒有食水供應當地某村安置點的居民，引發外界對當地脱貧造假的質疑，陝西省人民政府隨即成立調查組對有關問題進行全面深入調查。2021年4月26日，陝西省人民政府發表初步調查結果，表示4月23日已經派人實地考察，當地脫貧已達國家和省級標準，否認造假，但認為當地確實存在食水保障不足、季節性缺水等問題。